# Das kommt mir spanisch vor
Die Redewendung Das kommt mir spanisch vor besagt, dass jemandem ein Sachverhalt seltsam erscheint.

## Ursprung
Der Ursprung dieser Redewendung stammt aus der Zeit, als Karl V. (1500–1558), von der Erziehung her spanisch beeinflusst, deutscher Kaiser wurde und in Deutschland Sitten und Gewohnheiten einführte, die hier nicht bekannt, ungewohnt und vielen unverständlich waren. Im Simplicissimus-Roman (1668) findet sich folgender literarischer Beleg: „Bei diesem Herrn kam mir alles widerwärtig und fast spanisch vor …“

## Variante
Der Duden verzeichnet die Variante „Das kommt mir böhmisch vor“. Gebräuchlicher ist allerdings die Formulierung „Das sind für mich böhmische Dörfer“.

## Ähnliche Redewendungen in anderen Sprachen
Die nachfolgend aufgeführten Redewendungen sind formal der deutschen Redewendung ähnlich. Sie gehen zumeist von der Unverständlichkeit einer fremden Sprache aus, die gegebenenfalls (wie bei Chinesisch oder Griechisch) auch mit einer fremden Schrift geschrieben wird. Im Gegensatz dazu ist in der deutschen Redewendung „Das kommt mir spanisch vor“ ursprünglich nicht – oder jedenfalls nicht nur – die spanische Sprache gemeint.

### Englisch
Im Englischen lautet ein ähnlicher Spruch That’s Greek to me – „das kommt mir griechisch vor“. 
Die Redewendung wurde von William Shakespeare in The Tragedy of Julius Caesar verwendet:
but those that understood him smiled at one another and
shook their heads; but, for mine own part, it was Greek to me
Die englische Redewendung entstand vermutlich als Übersetzung des lateinischen Spruchs Graecum est, non legitur – „es ist Griechisch, deswegen ist es nicht lesbar“. Im Mittelalter war das ein Ausspruch von Mönchen, die lateinische Texte lesen konnten, aber die darin enthaltenen griechischen Passagen nicht verstanden.
In mittelhochdeutscher Sprache findet man einen literarischen Beleg in Hartmann von Aues Versepos Gregorius (Ende des 12. Jahrhunderts). Dort weist der Abt, von dem der junge Gregorius zum Mönch erzogen wird, dessen lebhaft vorgetragenen Wunsch nach Rittertum mit den Worten zurück: „ich vernaeme kriechisch als wol“ (= „ich verstehe dich nicht, du könntest ebenso gut griechisch zu mir sprechen“).

### Tabelle
| Sprache         | Satz                                                    | Aussprache                                                     | Die erwähnte fremde Sprache                                             |
| --------------- | ------------------------------------------------------- | -------------------------------------------------------------- | ----------------------------------------------------------------------- |
| Arabisch        | . يتحدث باللغة الصينية                                  | Yataḥaddaṯ bil-luġat aṣ-Ṣīnīya jataħadːaθ bilːuɣat asˤːiːniːja | Chinesisch                                                              |
| Arabisch        | . يحكي كرشوني                                           | Yaḥkī Karšūnī jaħkiː karʃuːniː                                 | Garschuni                                                               |
| Bulgarisch      | Все едно ми говориш на китайски.                        | fse ed'nɔ mi gɔ'vɔriʃ na ki'tajski                             | Chinesisch                                                              |
| Chabacano       | Aleman ese comigo.                                      |                                                                | Deutsch                                                                 |
| Dänisch         | Det rene volapyk.                                       | də renə volapʏk                                                | Volapük                                                                 |
| Englisch        | It's Double Dutch.                                      | ɪts ˈdʌb(ə)l dʌtʃ                                              | Niederländisch                                                          |
| Englisch        | That's Greek to me.                                     | ðæts griːk tʊ miː                                              | Griechisch                                                              |
| Esperanto       | Tio estas Volapukaĵo.                                   | ˈtio ˈestas ˌvolapuˈkaʒo                                       | Volapük                                                                 |
| Finnisch        | Täyttä hepreaa.                                         | tæytːæ hepreɑː                                                 | Hebräisch                                                               |
| Französisch     | C'est du chinois.                                       | sɛ dy ʃi.nwa                                                   | Chinesisch                                                              |
| Neugriechisch   | Αυτά μου φαίνονται κινέζικα.                            | afˈta mu ˈfenonde kiˈnezika                                    | Chinesisch                                                              |
| Hebräisch       | זה סינית בשבילי                                         | ze sinit biʃvili                                               | Chinesisch                                                              |
| Hochchinesisch  | 看起来像天书。看起來像天書。                            | Kàn qǐlái xiàng tiānshū                                        | („Buch aus dem Himmel“, bezieht sich auf ein unbekanntes Schreibsystem) |
| Hochchinesisch  | 听起来像鸟语。聽起來像鳥語。                            | Tīng qǐlái xiàng niǎoyǔ                                        | Vogelgesang (unbekannte Phonologie)                                     |
| Hochchinesisch  | 看起来像火星文。看起來像火星文。                        | Kàn qǐlái xiàng huǒxīngwén                                     | Sprache vom Mars                                                        |
| Isländisch      | Mér kemur þetta spánskt fyrir sjónir.                   | mjεːr cʰεːmʏr θehta spaunstʰ fɪːrɪr sjouːnɪr                   | Spanisch                                                                |
| Italienisch     | Per me questo è arabo/aramaico/ostrogoto                | per'me ˈkkwesto ɛ ˈarabo/ara'maiko/ostro'gɔto                  | Arabisch, Aramäisch, Ostgotisch                                         |
| Japanisch       | ちんぷんかんぷん                                        | chimpun kampun                                                 | Chinesisch                                                              |
| Jiddisch        | ס'איז תּרגום־לשון צו מיר                                 | sɪz targumloʃn tsu miɐ                                         | Aramäisch                                                               |
| Kantonesisch    | 呢啲喺雞腸呀。                                          | Nē dī hái gāi chèuhng ā.                                       | („Töne aus dem Darm“, bezieht sich auf Englisch)                        |
| Katalanisch     | Això està en xinès.                                     | əˈʃɔ sˈta n ʃiˈnɛs                                             | Chinesisch                                                              |
| Kroatisch       | To su za mene španska sela.                             | ˈtô su za ˈměne ˈʂpǎːnska ˈsêla                                | Spanisch                                                                |
| Latein          | Graecum est; non legitur                                | 'graikum est non 'legitur                                      | Griechisch                                                              |
| Lettisch        | Tā man ir ķīniešu ābece                                 | taː man ir kiːnieʃu aːbetse                                    | Chinesisch                                                              |
| Litauisch       | Tai man kaip kinų kalba.                                | taɪ mɐn kaɪp kinuˑ kɐlba                                       | Chinesisch                                                              |
| Niederländisch  | Dat is Chinees voor mij.                                | dat ɪs ʃineːs vɔr mɛi                                          | Chinesisch                                                              |
| Niedersächsisch | Dat kümmt mi spaansch vör.                              | dat kymt miː spoːnʃ føɐ                                        | Spanisch                                                                |
| Norwegisch      | Det er helt gresk for meg.                              | də ær həlt greːsk for mɛi                                      | Griechisch                                                              |
| Persisch        | انگار ژاپنی حرف می زنه                                  | ɛŋɔˈriː dɑrɛ ˈʒaponiː ħærf mɪ‿zænɛː                            | Japanisch                                                               |
| Polnisch        | To dla mnie chińszczyzna.                               | to dla mɲe xʲiɲʃtʃɪzna                                         | Chinesisch                                                              |
| Portugiesisch   | Isto é chinês/grego para mim.                           | istu ɛ ʃines pɐrɐ mĩ                                           | Chinesisch/Griechisch                                                   |
| Rumänisch       | Ești Turc?                                              | əʃti ˈt̪yɾk                                                     | Türkisch                                                                |
| Russisch        | Это для меня китайская грамота.                         | ˈɛtə dlʲa meˈɲa kɪˈtaɪskəjə ˈgramətə                           | Chinesisch                                                              |
| Schwedisch      | Det är rena grekiskan.                                  | de æ reːnɑ greːkɪskɑn                                          | Griechisch                                                              |
| Serbisch        | То су за мене шпанска села. To su za mene španska sela. | to su za mɛnɛ ʃpaŋska sɛla                                     | Spanisch                                                                |
| Serbisch        | Ко да кинески причаш. Ko da kineski pričaš.             |                                                                | Chinesisch                                                              |
| Slowakisch      | To je pre mňa španielska dedina.                        | to je pre mnʲa ʃpanʲielska dʲedʲina                            | Spanisch                                                                |
| Slowenisch      | To mi je španska vas                                    | to mi je ʃpanska vas                                           | Spanisch                                                                |
| Spanisch        | Esto me suena a chino.                                  | ˈesto me suena a ˈtʃino                                        | Chinesisch                                                              |
| Tschechisch     | To je pro mě španělská vesnice.                         |                                                                | Spanisch                                                                |
| Türkisch        | Konuya Fransız kaldım                                   | konuja fɾansɯz kaldɯm                                          | Französisch                                                             |
| Ukrainisch      | Це для мене китайська грамота.                          | tsɛ dlʲɐ 'mɛne kɪ'tɑjsʲkɐ 'ɦrɑmo̞tɐ                             | Chinesisch                                                              |
| Ungarisch       | Ez nekem kínai.                                         | ɛz nɛkɛm kiːnɒɪ                                                | Chinesisch                                                              |